# Opera o komínku
Opera o komínku, plným latinským názvem  Opera bohemica de camino a caementariis luride aedificato, seu Pugna inter patrem familias et murarios (tj. Česká opera o komínku od kameníků špatně vystaveném aneb Boj pantátův se zedníky – překlad Jana Trojana) je jednoaktová česká zpěvohra. Její hudbu složil Karel Jan Loos, autor libreta není znám, stejně jako doba jejího vzniku, která je však limitována Loosovou smrtí roku 1772. Z pololidových českých zpěvoher 18. století je Opera o komínku v současnosti zřejmě nejznámější. Hrála se v nedávné minulosti také pod názvy O komínku zedníky laškovně nakřivo postaveném aneb Souboj pantátův se zedníky, O komínku křivě postavením, O komínku, zedníky žertovně nakřivo postaveném, Opera česká o komínku.

## Charakteristika
Opera o komínku je nevelká zpěvohra zkomponovaná Karlem Loosem, dlouholetým varhaníkem a regenschorim kostela svatého Víta v Tuchoměřicích u tamější rezidence jezuitské staroměstské koleje. Opera má krátkou introdukci, tři árie, duet a závěrečný sbor (chorus), zpívaný všemi jednajícími postavami, všechny spojené recitativy. Autor textu je neznámý, ale jeho dílo je vtipné, prozrazuje znalost řemeslnického prostředí a parodicky využívají náboženské myšlenky o nestálosti světa k ospravedlnění nekvality své práce. Lidové výrazy jsou užívány umírněně a účinně, nevykazují žádné zvláštní konkrétní zabarvení. Hudba Opery o komínku blízká lidovému výrazu, vliv chrámové hudby, jejímž skladatelem Loos především byl, je poznat například v kontrapunktických figurách, které Loos svérázně využívá k podtržení komických momentů. Samotný operní žánr, konkrétně na italskou operu buffu, nejvýrazněji připomíná basová postava oklamaného pana domácího. Postava zednického pomocníka (přidavače) je komponována pro alt, tedy pro ženský nebo chlapecký hlas. Instrumentální doprovod je koncipován pro typický lidový trojhlas – dvoje housle a basso continuo (varhany, kontrabas, violoncello…).
Z autorova zaměstnání, místa dochování skladby i latinského názvu a vsuvek lze usuzovat na to, že opera byla určena pro zábavu v klášterním prostředí, ale její nápěvy se odrazily v lidových písních, jak je ve své sbírce Nápěvy prostonárodních písní českých zachytil Karel Jaromír Erben – tanec Kominík zaznamenaný pod číslem 317 z Prácheňska cituje hned tři nápěvy z Loosovy opery. Jan Neruda jej zařadil do ústřední části taneční sestavy česká beseda.
Opera o komínku se zachovala v podobě opisu hlasů zachovaném v archivu augustiniánského kláštera u sv. Tomáše v Brně. Upozornil na ni roku 1943 Bohumír Štědroň a roku 1958 ji vydal Jaroslav Pohanka v rámci Dějin české hudby v příkladech, čímž usnadnil její provádění profesionálními i amatérskými hudebníky. Již roku 1948 byla její podstatná část nahrána firmou Supraphon jako 53. číslo sbírky Musicae bohemicae anthologia, v roce 1967 pak Československá televize připravila televizní inscenaci opery režiséra Václava Hudečka – autorem hudby této verze však byl Václav Neumann – a roku 1968 natočil režisér Pavel Procházka loutkový film. Z profesionálních inscenací ze zmínit inscenaci ve Státním divadle Ostrava (1990), loutkovou inscenaci bratří Formanů v Divadle v Řeznické (1992), inscenaci Konzervatoře Brno (1999) nebo inscenaci souboru Ensemble Opera Diversa (2003).

## Osoby
- Zedník (murarius) – tenor
- Přidavač (Kameník, Zedníkův pomocník, caementarius) – alt
- Domácí pán (Pán, dominus) – bas
- Děvečka (Dívka, puella) – soprán[1][6]

## Děj opery
Zedník a jeho pomocník dokončují stavbu hliněného komína (recitativ Stavíme, stavíme, tuším, že brzo dostavíme). Na své dílo nicméně hledí se skepsí – „špatné dílo my děláme“, komín se klátí a zedníkův pomocník by se vsadil, že se brzy skácí. Oba to však berou s filosofickým nadhledem – „na tom světě nic trvalého“ (duet Hlína, popel není pevnost, jež by mohla věčně státi). Zedník podpírá své dílo, které sám označuje za „příšeru“, a pomocníka zatím posílá za objednatelem díla, aby od něj rychle zinkasoval mzdu.
Oba řemeslníci odcházejí s potřebnými penězi a přitom prosí komín, aby alespoň ještě chvíli vydržel stát (árie pomocníka Již já peníze mám, to jest dobře). Ale už je dobíhá služka pana domácího a volá je zpátky – něco se stalo a pán se velmi zlobí. Zedníkův pomocník se správně dohaduje, že komín spadl. Domácí pán soptí na řemeslníky a jejich chatrné dílo (árie Co jste, vy zedníci! Jste vy řemesníci!).
Zedník mu klidně vysvětluje, že na tomto světě je všeho do času, ani komín nemůže stát věčně (árie zedníka Jak na tom světě nic nemůže obstáti). Slibuje však hned, že vystaví nový komín, „jako valach silnej“ (závěrečný chorus Komín sem, komín tam, dyť zas jinej udělám!).